# Všechno bylo jinak
Všechno bylo jinak (v originále rusky Ледокол, tedy Ledoborec) je český název knihy, kterou napsal Viktor Suvorov. Kniha pojednává o tom, že Sovětský svaz chtěl před operací Barbarossa napadnout Německo a že Josef Stalin dotlačil Adolfa Hitlera k rozpoutání druhé světové války, aby v ní následně vyhrál a dostal střední Evropu pod svůj vliv. Kniha vyšla nejdříve v roce 1989 německy a roku 1992 rusky.
Autor předpokládá, že šířit socialismus válkou jako agresor bylo z ideologického hlediska pro Rusko té doby nepřijatelné. Tím, že Adolf Hitler vykročil k východu a zaútočil na Polsko měl údajně jednak odstranit nárazníkovou zónu, jednak poskytnout v pravý čas záminku k plánovanému napadnutí Německa Sovětským svazem. Že Německo zaútočilo nakonec na Sovětský svaz dříve pak mělo být dáno tím, že si byl Adolf Hitler plánovaného sovětského útoku vědom a potřeboval ho rychle eliminovat. Tento výklad dělá z Josefa Stalina geniálního stratéga, zatímco Adolfu Hitlerovi přisuzuje pouze provádění vynucených kroků. Autor mimo jiné argumentuje výběrem z dobových dokumentů o stavech armád, kdy se snaží dokázat, že během útoku na Sovětský svaz neměl Wehrmacht zdaleka takovou převahu, jak se obvykle uvažuje. Jako podpůrný argument také autor uvádí, že celkový výsledek druhé světové války považoval Josef Stalin za prohru.
K výkladu podávanému v knize se mnozí historici staví nesouhlasně. Historik David Glantz kritizuje, že Suvorov si z pramenů opatrně vybírá tak, aby vybrané dokumenty potvrzovaly jeho závěry. Podle Glantze nebyla Rudá armáda v roce 1941 před německým útokem dobře připravena ani na vedení obranné války, natož na vedení útočné a Stalin nebyl takový šílenec, aby si toho nebyl vědom. Suvorov navíc uvádí konkrétní plánované datum sovětského útoku: 8. července 1941. Historické dokumenty přitom ukazují, že Rudá armáda se před Hitlerovým útokem nijak logisticky k útoku nepřipravovala, jednotky byly rozptýlené, u hranic nebyly připraveny zásoby paliva a munice nutné k vedení útoku, dělostřelecké jednotky byly jinde než jejich prostředky k přepravě. Většina obrněných jednotek navíc právě procházela reorganizací, což se s útočnými plány příliš neslučuje.
Je možné, že jádrem Suvorovy teorie je fakt, že maršál Žukov zřejmě skutečně navrhoval v roce 1941 preemptivní úder proti Německu. Žukov o tomto návrhu později uváděl, že byl Stalinem buď zamítnut, nebo se k němu vůbec nedostal, ovšem obojí je zpochybňováno.